# 弓果藤
弓果藤（学名：Toxocarpus wightianus）是夹竹桃科弓果藤属的植物。分布于印度、越南以及中国大陆的贵州、广西、广东等地，生长于海拔600米至750米的地区，多生在低丘陵山地或平原灌木丛中，目前尚未由人工引种栽培。